# 庄司隆一
庄司 隆一（しょうじ りゅういち）は日本の外交官。九州大学大学院教授等を経て、ナイジェリア駐箚特命全権大使兼西アフリカ諸国経済共同体常駐代表。

## 経歴・人物
東京都出身。1975年東京大学法学部第2類（公法コース）を卒業し、外務省に入省する。修士（法学）。外務省領事移住部領事移住政策課長等を経て、2001年在スウェーデン日本大使館公使、2004年ストラスブール総領事（欧州会議担当大使）。
2007年10月1日からは九州大学大学院法学研究科教授、2009年からは人事院公務員研修所副所長を務め、教育に携わる。
2011年9月1日駐ナイジェリア特命全権大使に就任。西アフリカ諸国経済共同体常駐代表兼任。2012年スオミ・サカイ・ユニセフ在ナイジェリア事務所代表との間で、6億円の無償資金協力小児感染症予防計画の締結をした。2015年4月1日防衛大学校防衛学教育学群国防論教育室教授（地域研究：アフリカ、専門書原書講読）兼防衛大学校総合情報図書館グローバルセキュリティセンター研究部門長。

## 同期
- 河相周夫（12年外務事務次官・10年内閣官房副長官補）
- 別所浩郎（12年駐韓大使・10年外務審議官）
- 奥田紀宏（13年駐カナダ大使・10年駐エジプト大使・08年国連次席大使）
- 谷崎泰明（13年外務省研修所長・10年駐ベトナム大使）
- 三輪昭（14年関西担当大使・10年駐ブラジル大使・08年駐ポルトガル大使）
- 鈴木庸一（13年駐フランス大使・10年駐シンガポール大使）
- 持田繁（10年国連事務総長副特別代表）
- 門司健次郎（13年ユネスコ代表部大使・10年駐カタール大使）
- 渥美千尋（11年駐アイルランド大使・08年駐パキスタン大使）
- 山口寿男（07年駐ノルウェー大使・06年駐イラク大使）
- 岸野博之（13年駐ラオス大使・10年駐エチオピア大使）
- 水城幾雄（10年駐パナマ大使）
- 江川明夫（13年駐スロバキア大使・10年駐ザンビア大使）
- 竹内春久（13年駐シンガポール大使・11年駐沖縄担当大使・08年駐イスラエル大使）
- 森元誠二（13年駐スウェーデン大使・08年駐オマーン大使）
- 西林万寿夫（13年駐ギリシャ大使・10年兼北極担当大使・12年文化交流担当大使・09年駐キューバ大使）
- 蒲原正義（13年駐カザフスタン大使・12年査察担当大使・9年駐グルジア大使）
- 篠塚保（12年国際テロ対策・組織犯罪対策協力担当兼サイバー政策担当大使・09年駐バングラデシュ大使）
- 小林祐武（98年外務省経済局総務参事官室課長補佐）
- 椿秀洋（12年駐ボリビア大使）
- 清水武則（11年駐モンゴル大使）
- 隈丸優次（13年駐カンボジア大使）
- 藤田順三（13年駐ウガンダ大使）
- 丸尾眞（12年科学技術協力担当大使・10年駐キルギス大使）
- 名井良三（13年駐アンゴラ大使）
- 福田米蔵（11年駐ジンバブエ大使）
- 大部一秋（13年駐ウルグアイ大使）